# Ludwik Badian
Ludwik Badian (ur. 4 sierpnia 1928 we Lwowie, zm. 11 czerwca 1987 we Wrocławiu) – polski fizyk i materiałoznawca, profesor Politechniki Wrocławskiej, członek PAN.

## Życiorys
Był synem Żelisława (urzędnika państwowego) i Marii z Eisnerów. Ukończył liceum matematyczno-fizyczne w Krakowie (1946), następnie studiował elektrotechnikę na Politechnice Wrocławskiej (1946–1950). W 1948 podjął pracę na tej uczelni; był asystentem, po obronie doktoratu (1961, praca Szerokopasmowe absorbeny mikrofalowe. Teoria, technologia i technika pomiarowa) adiunktem, wreszcie docentem (1967-1969) w Katedrze Wysokich Napięć. Od 1969 (do końca życia) kierował Zakładem Elektrofizyki i Elektrotechnologii Instytutu Podstaw Elektrotechniki i Elektrotechnologii, przez pewien czas także całym Instytutem (1971–1982, 1984–1985). W 1970 został profesorem nadzwyczajnym, w 1978 profesorem zwyczajnym. Od 1976 był członkiem korespondentem PAN. Współpracował także z Przemysłowym Instytutem Telekomunikacji w Warszawie (1950–1964 asystent, 1964–1967 docent).
W pracy naukowej zajmował się fizyką dielektryków, podzespołami elektronicznymi, miernictwem elektrotechnicznym i materiałoznawstwem elektrycznym. Stworzył naukowe podstawy uruchomienia polskiego przemysłu radioceramicznego.
Od 1978 i w latach 80. pełnił funkcję sekretarza Oddziału PAN we Wrocławiu; był również członkiem Wrocławskiego Towarzystwa Naukowego. Za prace w dziedzinie dielektryków mikrofalowych otrzymał w 1964 nagrodę Wydziału IV PAN, kilkukrotnie wyróżniony nagrodą ministra nauki, szkolnictwa wyższego i techniki. Działał w komisji uczelnianej PZPR na Politechnice Wrocławskiej
Pochowany na Cmentarzu św. Wawrzyńca we Wrocławiu.

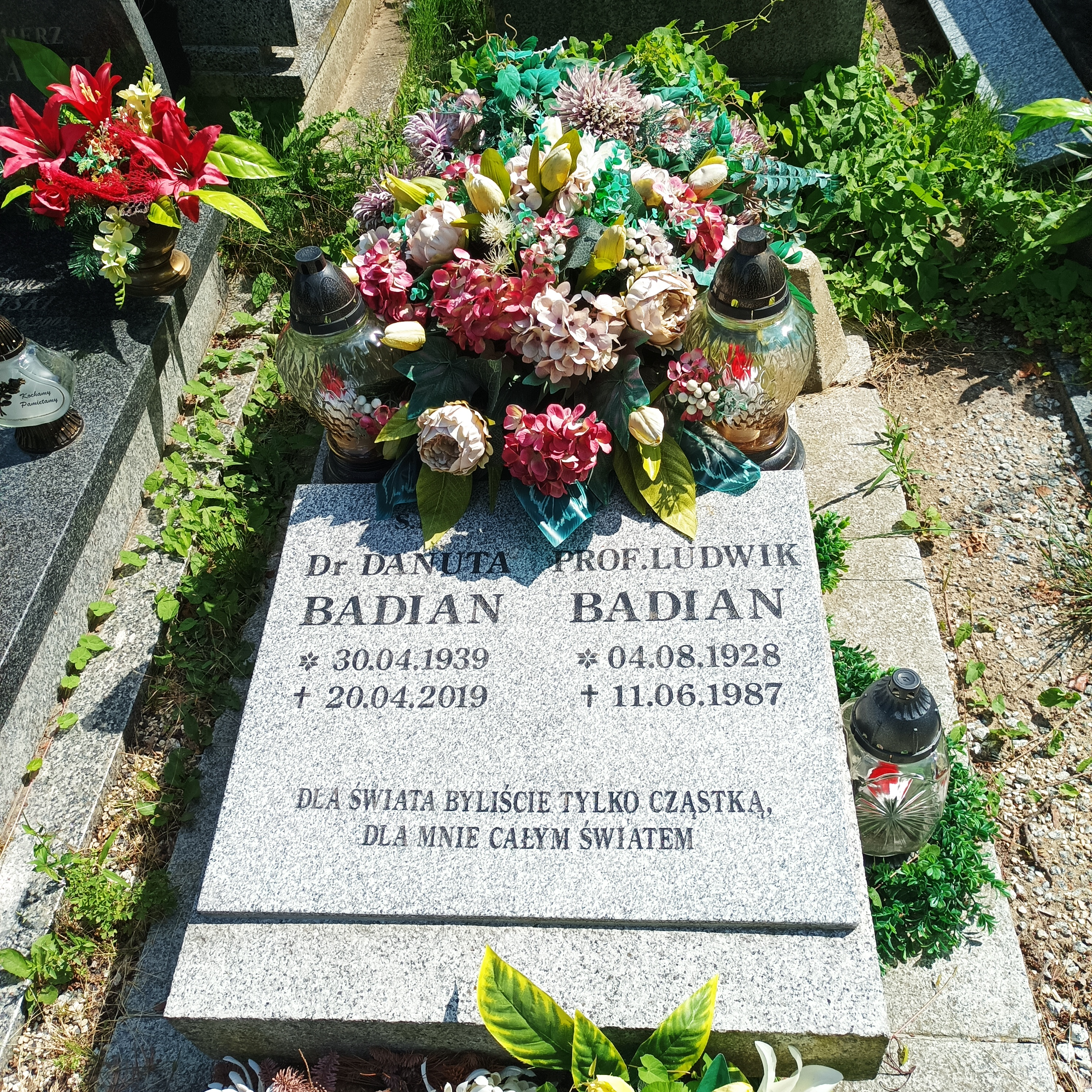
Grób prof. Ludwika Badiana na cmentarzu św. Wawrzyńca we Wrocławiu

## Odznaczenia
- Krzyż Kawalerski i Oficerski Orderu Odrodzenia Polski[1]

- Medal 10-lecia Polski Ludowej[1]

- Medal Komisji Edukacji Narodowej[1]
- Srebrny Krzyż Zasługi[1]
- Zasłużony Nauczyciel PRL[1]

## Wybrane publikacje
- Prace nad przygotowaniem dielektryków ceramicznych dla potrzeb techniki wielkiej częstotliwości (1956)
- Mostek różnicowy do badania własności dielektryków w silnych polach elektrycznych (1957, z Józefem Rabiejem)
- Poradnik materiałoznawstwa elektrycznego (1959, redaktor)
- Mikrofalowe własności diody waraktorowej (1964)
- Czwórnikowa metoda pomiaru dielektryków w paśmie mikrofalowym (1966)
- Teoria dielektryków w dydaktyce materiałoznawstwa elektrycznego (1971)
- Methode zur Untersuchung der Alterung in Dielektrika (1973)

## Źródła
- Biogramy uczonych polskich, Część IV: Nauki techniczne, Wrocław 1988